# 冥王星的衛星

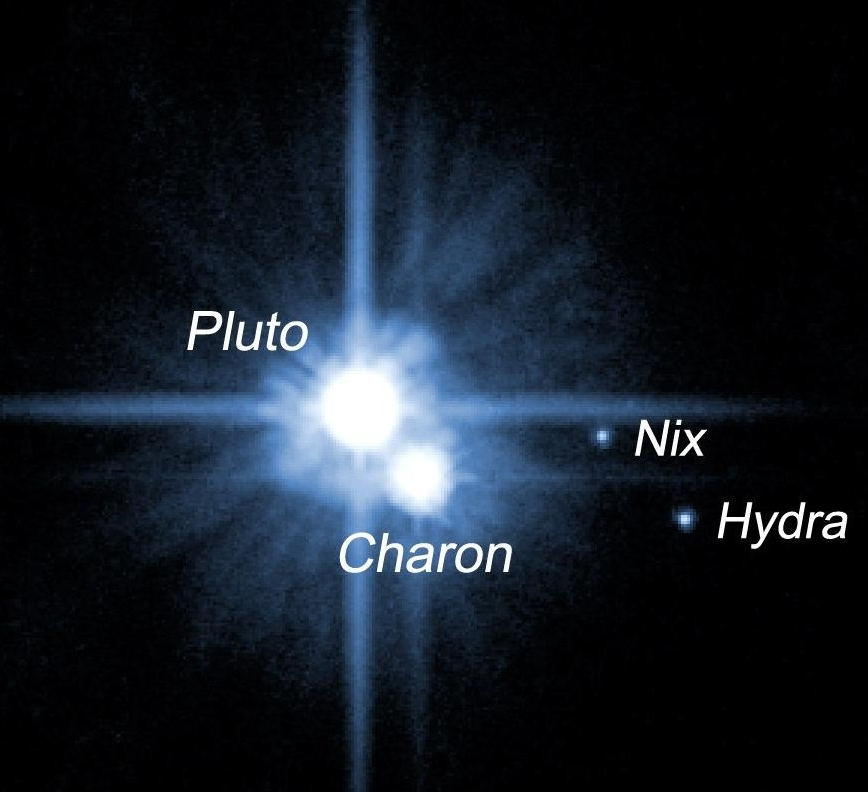
冥王星與它的衛星

冥王星目前已知的衛星總共有五顆，冥衛一是其中最大的一顆，它與冥王星的相對大小比太陽系其他已知的行星或矮行星都還要大。相較之下，冥衛二、冥衛三、冥衛四和冥衛五的體積則小得多。

## 歷史

從地球的角度看起來的冥王星衛星公轉軌道，是根據外側衛星的發現照片來計算的

- 位於內側的冥衛一是美國天文學家詹姆斯·克里斯蒂在1978年6月22日使用美國海軍天文台的望遠鏡所發現，當時距離冥王星被發現已經將近半個世紀。
- 冥衛二、冥衛三哈伯太空望遠鏡於2005年5月15日所發現，後來天文學家也在2002年6月的照片中發現它們的存在。天文學家在確定它們的公轉軌道之後給于它們正式的名稱－尼克斯及許德拉。這個名稱是根據新視野號任務的名稱而來的[4]。
- 哈伯太空望遠鏡在2006年2月及3月對這兩個衛星進行進一步觀測。靈敏的哈伯太空望遠鏡在冥王星的重力影響範圍拍攝一系列帳照片，顯示冥王星不會有大於12公里的其他衛星存在（反照率與冥衛一相似），如果它只有古柏帶天體那樣黑暗的話則不會大於40公里。
- 2011年6月，哈勃空间望远镜的冥王星伴星搜寻小组（Pluto Companion Search Team）发现了冥王星的第四颗卫星S/2011 P 1。
- 2006年發射的新視野號已在2015年7月14日飛越冥王星，並探測冥王星周圍是否擁有由衛星碰撞而產生的行星環。

## 特徵

從冥衛一極區視角所見到的冥王星衛星系統

冥王星系統高度的緻密，四顆衛星的軌道位於前傾軌道（Prograde Orbit）可以穩定存在的內側3%的地區。
冥王星及冥衛一也被稱為雙行星，因為它與冥王星的相對大小（超過冥王星直徑的一半）比太陽系其他已知的行星或矮行星都還要大。事實上冥衛一的質量過於巨大，所以冥王星與冥衛一之間的質心位於冥王星的地表之外。而冥王星與冥衛一之間也出現潮汐鎖定情況，所以它們總是以同樣的一個面朝向對方來進行自轉。
天文學家Buie及Grundy近年來根據過去的照片重新計算後，顯示這些衛星公轉軌道的傾角小於0.4°，而橢圓率則小於0.005。從地球的角度來看，這些冥王星衛星的軌道依照冥王星的位置會呈現橢圓形。

冥王星系統天體的相對大小及顏色

當天文學家發現冥衛二及冥衛三之後，觀察到有時冥衛三比冥衛二更明亮，並因此推斷冥衛三比冥衛二大了20%。不過後續的觀測則顯示冥衛二及冥衛三的大小大約是一樣的。冥衛三光度曲線的變化可能是因為它的表面擁有反射率較高的未知地形或是冥衛三本身的不規則形狀所造成的。天文學家可以根據反射率來估計它們的大小，目前認為他們的反射率為35%左右與冥衛一相似，但是如果它們的反射率低到與古柏帶天體相當的4%，它們的直徑可以達到130公里。然而目前得到的數據顯示冥衛二及冥衛三的顏色及化學組成類似冥衛一，所以它們的反射率更可能與冥衛一相同，所以它們的大小應該會接近估計值的下限。

### 共振及結構

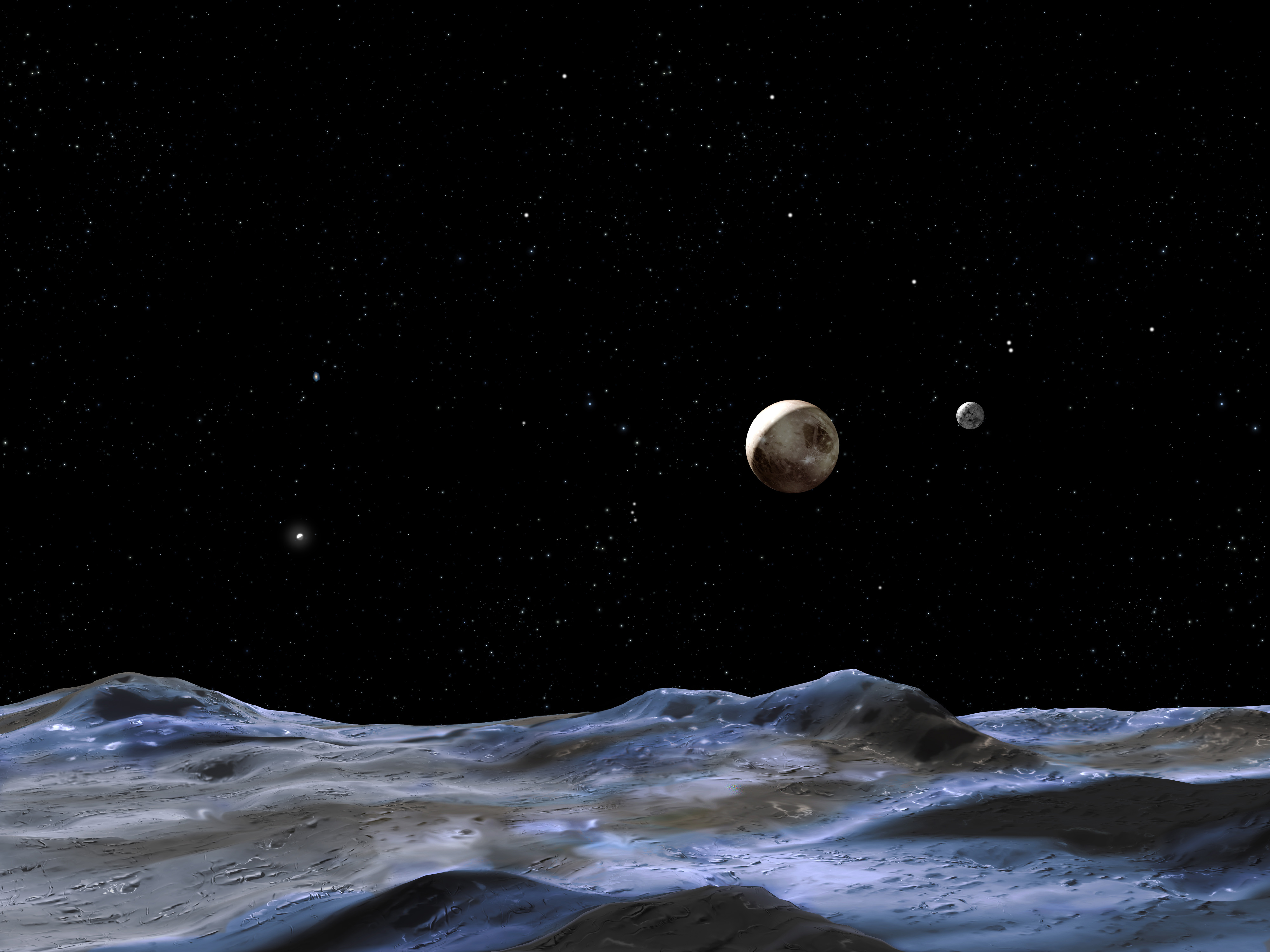
畫家筆下從冥王星的細小衛星表面遠眺冥王星及冥衛一

天文學家懷疑冥王星系統是一個碰撞星系，類似地球遭到撞擊而產生月球的情況。在這種情況下，可以解釋衛星擁有較高的角動量。冥衛二及冥衛三的近圓形的公轉軌道則顯示它們可能是在碰撞中產生的，而不是被冥王星捕捉到的古柏帶天體。它們與冥衛一之間的軌道共振也顯示這兩顆衛星原本是在更接近冥王星的位置產生，後來才被冥衛一推擠到現在的位置上。

冥王星與冥衛一實際上是以共同的質心來進行公轉

冥衛二及冥衛三的顏色類似冥衛一（類似月球的灰色），顯示它們擁有相同的起源。它們與冥王星這顆太陽系最火紅的天體相異，冥王星的顏色是因為表面的氮及甲烷受到陽光照射的影響所致。但是冥王星的衛星在經過一連串的撞擊融合後，這些揮發性物質都已經逸失，所以它們的表面大部分是水冰。這樣的撞擊預計會產生更多其他天體（衛星），但是它們一定更為細小，所以哈伯太空望遠鏡無法發現它們的蹤跡。冥王星周圍可能存在其他不規則衛星，它們可能都是古柏帶天體。
冥衛二及冥衛三與冥衛一及冥王星公轉週期之間擁有非常接近1:4:6的軌道共振，冥衛二占2.7%，而冥衛三則占0.3%，雖然它們都不是精準的共振週期。
冥王星與冥衛一目前仍然具續製造強大的潮汐力，並隨著外側衛星的引力場而產生15%的波動。在冥衛二大小為估計值的下限時，它不應該擁有顯著的進動，同時冥衛三則有15年的進動週期。然而當它們的質量處於估計值上限（假設反射率為4%）時，這兩顆衛星彼此可能會有3:2的軌道共振，天平動週期則介於400至450日之間，雖然這些數據可能會受到冥衛一低偏心率的公轉軌道所影響。天文學家可以利用精確的軌道數據來計算衛星的大小。
然而最近的計算顯示冥衛一的軌道共振只會讓冥衛二或冥衛三其中一個進入到目前的軌道上，不會同時對這兩顆衛星造成影響。要讓冥衛三進入到目前的軌道需要冥衛一的偏心率僅有0.024，而對冥衛二造成影響則是要在冥衛一偏心率處於0.05的情況之下。因此天文學家認為這兩個衛星是被冥王星所捕捉的，後來逐漸往內側移動才與冥衛一產生軌道共振。

## 基本參數
| 中文名称 | 英文名稱 | 图片 | 直径 （km）        | 质量 （×1019 kg） | 半长轴 （km） | 公轉週期 （天）      | 离心率  | 倾角 （相对冥王星赤道） | 发现日期 |  |
| -------- | -------- | ---- | ------------------ | ----------------- | ------------- | -------------------- | ------- | ----------------------- | -------- |  |
| 冥王星   | Pluto    |      | 2376.6 ± 3.2       | 1305 ± 7          | 2 035*        | 6.387 230            | 0.0022  | 0.001°                  | 1930     |  |
| 冥卫一   | Charon   |      | 1212 ± 1           | 158.7 ± 1.5       | 17 536 ± 3*   | 6.387 230            | 0.0022  | 0.001°                  | 1978     |  |
| 冥卫五   | Styx     |      | 16 × 9 × 8         | 0.00075           | 42 656 ± 78   | 20.161 55 ± 0.000 27 | 0.00579 | 0.81°                   | 2012     |  |
| 冥卫二   | Nix      |      | 49.8 × 33.2 × 31.1 | 0.005 ± 0.004     | 48,694 ± 3    | 24.854 63 ± 0.000 03 | 0.00204 | 0.195°                  | 2005     |  |
| 冥卫四   | Kerberos |      | 19 × 10 × 9        | 0.0016 ± 0.0009   | 57 783 ± 19   | 32.167 56 ± 0.000 14 | 0.00328 | 0.389°                  | 2011     |  |
| 冥卫三   | Hydra    |      | 50.9 × 36.1 × 30.9 | 0.005 ± 0.004     | 64,738 ± 3    | 38.201 77 ± 0.000 03 | 0.00586 | 0.212°                  | 2005     |  |
|          |          |      |                    |                   |               |                      |         |                         |          |  |

## 參閱
- 木星的衛星
- 土星的衛星
- 天王星的衛星
- 海王星的衛星

## 外部連結
- Animation of the Plutonian system
- Hubble Spots Possible New Moons Around Pluto （页面存档备份，存于） (NASA)
- Two More Moons Discovered Orbiting Pluto （页面存档备份，存于） (SPACE.com)